# Nuutinsaari (ö i Päijänne-Tavastland)
Nuutinsaari är en ö i Finland. Den ligger i sjön Rautjärvi och i kommunen Padasjoki i den ekonomiska regionen  Lahtis ekonomiska region  och landskapet Päijänne-Tavastland, i den södra delen av landet, 130 km norr om huvudstaden Helsingfors. Öns area är 0,1 hektar och dess största längd är 40 meter i sydöst-nordvästlig riktning.